# Пчельникова, Августа Андреевна
Авгу́ста Андре́евна Пче́льникова (настоящее имя Августа Андреевна Цейдлер, урождённая Рыхлевская; 1830—1891) — русская детская писательница.

## Биография
Родилась 2 (14) марта 1830 года в дворянской семье А. И. Рыхлевского. Отец, бывший вятским губернатором, незадолго до рождения был назначен начальником медицинского департамента Министерства внутренних дел и семья, после рождения дочери, переехала в Санкт-Петербург, где в конце того же года Рыхлевский скончался. Мать, Елена Павловна, урождённая Лошкарёва (1802—1875), занималась переводами на русский язык книг по сельскому хозяйству и привила интерес к литературе своей дочери, которая получала домашнее образование.
Вышла замуж в возрасте 19 лет в 1849 году за педагога Петра Михайловича Цейдлера (1821—1873), который в это время занял должность надзирателя и преподавателя Гатчинского сиротского института. Известны их дети: сыновья Валериан (ок. 1855 — ок. 1916) и Владимир (1857—1914), а также дочь Ольга. 
Умерла 4 (16) мая 1891 года. Похоронена на Литераторских мостках.

## Литературная деятельность
С начала своей литературной деятельности Августа Цейдлер публиковала свои произведения исключительно под псевдонимом А. А. Пчельникова.
Первая её книга «Ваня и Катя», изданная в 1856 году, в короткое время выдержало несколько изданий.
В круг её литературной деятельности входило написание художественных детских произведений, теоретические работы по воспитанию детей и редакторская работа при изданиях детских книг и в журналах: «Семейные вечера», «Задушевное слово», «Семья и школа»; в 1863—1867 годах она редактировала детский журнал «Забавы и рассказы» .